# Milionia plesiobapta
Milionia plesiobapta är en fjärilsart som beskrevs av Louis Beethoven Prout 1925. Milionia plesiobapta ingår i släktet Milionia och familjen mätare. Inga underarter finns listade i Catalogue of Life.